# رابرت کی. کراین
رابرت کی. کراین (انگلیسی: Robert K. Crane؛ زاده ۲۰ دسامبر ۱۹۱۹ درگذشته ۳۱ اکتبر ۲۰۱۰) یک دانشمند در زمینه زیست‌شیمی اهل ایالات متحده آمریکا بود.